# Nabila Tabouri
Nabila Tabouri, est une journaliste et présentatrice de journal télévisé française travaillant à France 2.

## Biographie
Nabila Tabouri nait en Algérie au début des années 1970. Alors qu'elle a 3 ans, sa famille s'installe en banlieue parisienne. Son père y est chauffeur-livreur alors que sa mère se consacre à l'éducation de ses enfants.
C'est en regardant le journal télévisé avec ses parents que la jeune Nabila se prend de passion pour le journalisme. Après avoir obtenu une maitrise en Langues étrangères appliquées, elle intègre le Centre de formation des journalistes (dans la même promotion qu'Anne-Sophie Lapix). Dès sa sortie, elle est recrutée par France Télévision.
Elle travaille pour différentes antennes de France 3 où elle est repérée et intègre le service société de France 2 en 1999. 
Dès 2003, elle assure la présentation du journal de Télématin en tant que remplaçante,.

## Vie personnelle
Nabila Tabouri est mère de trois enfants. Elle pratique l'équitation.